# Kim Weston

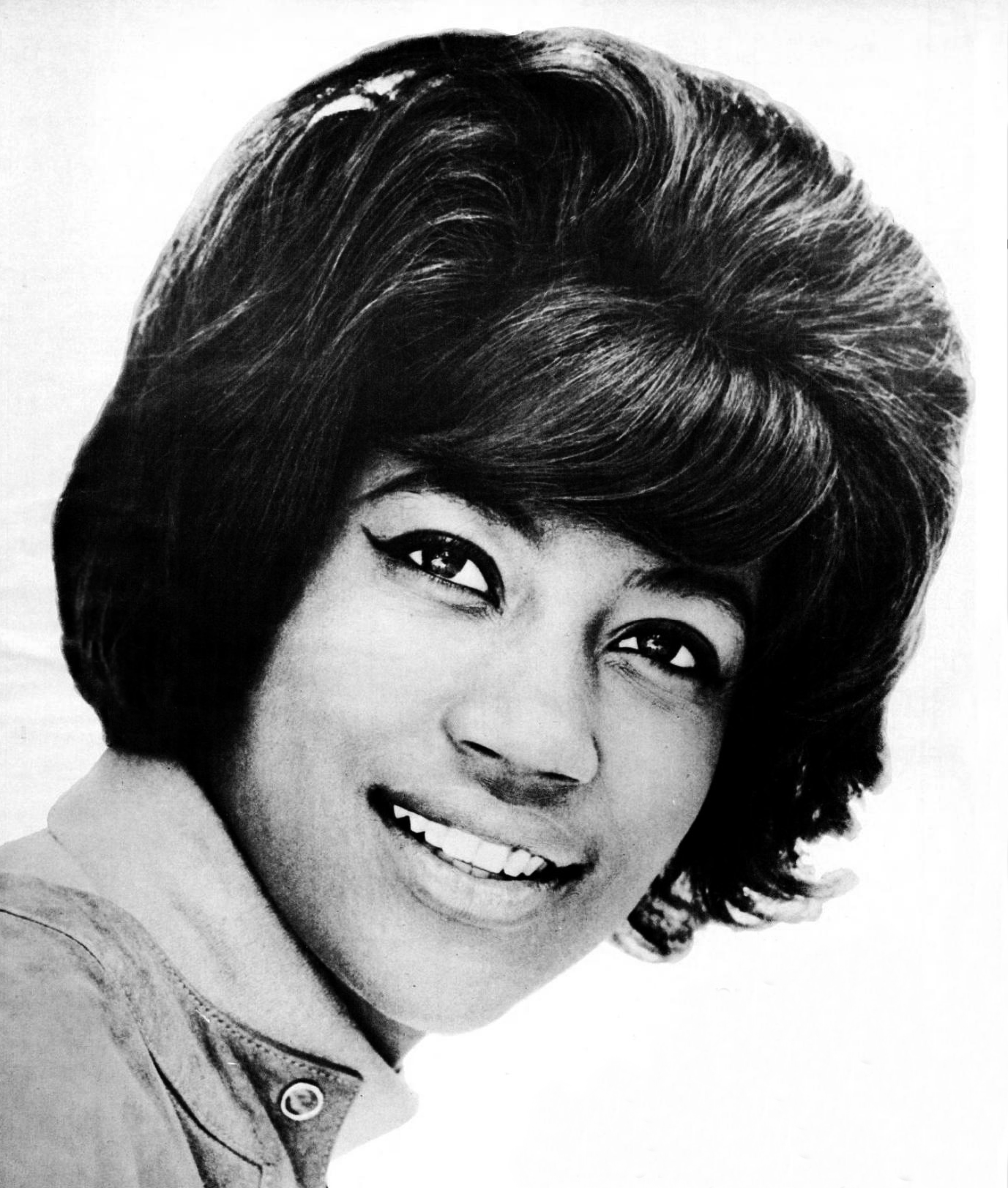
Anuncio comercial del sencillo "I Got What You Need" de Kim Weston.

Kim Weston es una cantante de soul nacida en Detroit el 30 de diciembre de 1939. Su éxito le llegó por ser compañera musical de Marvin Gaye, también consiguió éxito en solitario, pero no comparable con el de otras estrellas de Motown. 
Comenzó a cantar en Detroit en el coro góspel de la iglesia, con tan solo tres años, y más tarde, en su juventud, formó parte de la gira del grupo de góspel The Wright Specials. Al poco tiempo de crearse Motown entró en la compañía, consiguiendo su primer éxito en 1963, "Love Me All the Way". En 1964 grabó su primer dúo con Marvin Gaye "What Good Am I Without You". Ese mismo año le ofrecieron grabar "Dancing in the Street", que finalmente grabarían Martha & The Vandellas, siendo un gran hit. En 1965 llegó su sencillo más aclamado "Take Me in Your Arms (Rock Me a Little While)", al que seguiría un año después "Helpless". En 1966 grabó "Take Two", un álbum completo de dúos con Marvin Gaye, del que se extrajo como sencillo el clásico "It Takes Two". En 1977 abandonaba Motown junto a su marido, el productor William "Mickey" Stevenson, para irse a MGM. En esta nueva compañía lanzó dos álbumes que fueron un fracaso, "For the First Time" y "This Is America". Tras el escaso éxito firmó por Volt Records, donde grabó "Kim Kim Kim", que al igual que los dos anteriores no tuvo éxito. Finalmente fue a People, donde grabó "Big Brass Four Poster" y un álbum de standars de jazz junto a The Hastings Street Jazz Experience. Poco después grabó también para la discográfica de Johnny Nash. En 1970 hizo una versión con cierto éxito del tema "Lift Ev'ry Voice and Sing". Durante los setenta se mantuvo alejada de la música, hasta que en 1987 reapareció junto al productor británico Ian Levine. A partir de esta etapa grabó de nuevo sus temas antiguos e incluyó nuevo material en álbumes como "Investigate" (1990) y "Talking loud" (1992).

## Discografía
| Año  | Título                | Discográfica    |
| ---- | --------------------- | --------------- |
| 1966 | Take two              | Motown          |
| 1967 | For the first time    | MGM             |
| 1968 | This is America       | MGM             |
| 1970 | Big brass four poster | People          |
| 1970 | Kim Kim Kim           | Volt Records    |
| 1990 | Investigate           | Motorcity Label |
| 1992 | Talking loud          | Motorcity Label |

- Datos: Q6409563